# Roger Furcade
Pas d'image ? Cliquez ici

a Compétitions nationales et continentales officielles uniquement.

b Matchs officiels uniquement.
Roger Furcade, né le 22 janvier 1928 à Saint-Nazaire (Pyrénées-Orientales) et mort le 14 décembre 2006 à Perpignan (Pyrénées-Orientales), est un joueur international français de rugby à XV, qui a joué avec l'USA Perpignan au poste de demi d'ouverture (1,75 m pour 78 kg). 

## Carrière de joueur

### En club
- USA Perpignan

### En équipe nationale
Il a disputé un test match le 12 janvier 1952 contre l'équipe d'Écosse.

## Palmarès

### En club
- Finaliste du Championnat de France en 1952

### En équipe nationale
- Sélection en équipe nationale : 1